# Eesti Superkarikas 2016
La 21ª edizione della Eesti Superkarikas si è svolta il 1º marzo 2016 all'A. Le Coq Arena di Tallinn tra il Flora Tallinn, vincitore della Meistriliiga 2015 e il Kalju Nõmme, vincitore della Coppa d'Estonia 2014-2015 e terzo classificato in campionato.

## Tabellino
| Arbitro: | Saar |

|                                    |           |  |
| Saliste 19’ Sappinen 51’ Prosa 85’ | Marcatori |  |